# Musca interpunctionis
Musca interpunctionis är en tvåvingeart som först beskrevs av Julius Theodor Christian Ratzeburg 1844.  Musca interpunctionis ingår i släktet Musca och familjen parasitflugor.
Artens utbredningsområde är Tyskland. Inga underarter finns listade i Catalogue of Life.